# Angoville-au-Plain

Angoville-au-Plain este o comună în departamentul Manche, Franța. În 1 ianuarie 2018 avea o populație de 101 de locuitori.